# مارک وارنک
مارک وارنک (به انگلیسی: Mark Warnecke) (زادهٔ ۱۵ فوریهٔ ۱۹۷۰) شناگر اهل آلمان است.